# Britische Tourenwagen-Meisterschaft 1998

Das offizielle Logo der BTCC

Die 41. Saison der Britischen Tourenwagen-Meisterschaft begann am 12. April 1998 in Thruxton und endete am 20. September 1998 in Silverstone. Nach 26 Rennen siegte Rickard Rydell (Volvo S40) vor Anthony Reid (Nissan Primera) und James Thompson (Honda Accord). Sieger der Konstrukteurswertung wurde Nissan.

## Regeländerungen
- Pro Rennwochenende waren zwei Rennen angesetzt, ein Sprintrennen und ein Hauptrennen, letzteres mit einem obligatorischen Boxenstopp.
- Die Startposition für beide Rennen wurde durch eine einzelne schnelle Runde bestimmt.

## Ergebnisse und Wertungen

### Kalender
|        | Datum             | Rennen     | Strecke                   | Pole-Position  | Platz 1        | Platz 2        | Platz 3        |
| ------ | ----------------- | ---------- | ------------------------- | -------------- | -------------- | -------------- | -------------- |
| 1, 2   | 12.–13. April     | England    | Thruxton                  |                | Rickard Rydell | Jason Plato    | James Thompson |
| 1, 2   | 12.–13. April     | England    | Thruxton                  | Alain Menu     | Rickard Rydell | James Thompson |                |
| 3, 4   | 25.–26. April     | England    | Silverstone               |                | David Leslie   | James Thompson | Jason Plato    |
| 3, 4   | 25.–26. April     | England    | Silverstone               | Will Hoy       | Jason Plato    | Anthony Reid   |                |
| 5, 6   | 3.–4. Mai         | England    | Donington Park (National) |                | John Cleland   | James Thompson | Rickard Rydell |
| 5, 6   | 3.–4. Mai         | England    | Donington Park (National) | David Leslie   | Alain Menu     | John Cleland   |                |
| 7, 8   | 16.–17. Mai       | England    | Brands Hatch (Indy)       |                | Rickard Rydell | Anthony Reid   | Alain Menu     |
| 7, 8   | 16.–17. Mai       | England    | Brands Hatch (Indy)       | Rickard Rydell | James Thompson | Anthony Reid   |                |
| 9, 10  | 24.–25. Mai       | England    | Oulton Park               |                | Alain Menu     | Rickard Rydell | David Leslie   |
| 9, 10  | 24.–25. Mai       | England    | Oulton Park               | Jason Plato    | Rickard Rydell | Anthony Reid   |                |
| 11, 12 | 13.–14. Juni      | England    | Donington Park (National) |                | Anthony Reid   | Rickard Rydell | Will Hoy       |
| 11, 12 | 13.–14. Juni      | England    | Donington Park (National) | John Cleland   | David Leslie   | Derek Warwick  |                |
| 13, 14 | 27.–28. Juni      | England    | Croft                     |                | James Thompson | Anthony Reid   | Alain Menu     |
| 13, 14 | 27.–28. Juni      | England    | Croft                     | Rickard Rydell | David Leslie   | Anthony Reid   |                |
| 15, 16 | 25.–26. Juli      | England    | Snetterton                |                | Anthony Reid   | Jason Plato    | Alain Menu     |
| 15, 16 | 25.–26. Juli      | England    | Snetterton                | James Thompson | Rickard Rydell | Jason Plato    |                |
| 17, 18 | 1.–2. August      | England    | Thruxton                  |                | Anthony Reid   | Alain Menu     | Rickard Rydell |
| 17, 18 | 1.–2. August      | England    | Thruxton                  | Alain Menu     | David Leslie   | Rickard Rydell |                |
| 19, 20 | 15.–16. August    | Schottland | Knockhill                 |                | Anthony Reid   | James Thompson | Alain Menu     |
| 19, 20 | 15.–16. August    | Schottland | Knockhill                 | Derek Warwick  | Yvan Muller    | Rickard Rydell |                |
| 21, 22 | 30.–31. August    | England    | Brands Hatch (Indy)       |                | Anthony Reid   | James Thompson | Rickard Rydell |
| 21, 22 | 30.–31. August    | England    | Brands Hatch (Indy)       | Rickard Rydell | Anthony Reid   | Alain Menu     |                |
| 23, 24 | 12.–13. September | England    | Oulton Park               |                | James Thompson | Anthony Reid   | Alain Menu     |
| 23, 24 | 12.–13. September | England    | Oulton Park               | Anthony Reid   | Jason Plato    | Yvan Muller    |                |
| 25, 26 | 19.–20. September | England    | Silverstone               |                | James Thompson | Rickard Rydell | Yvan Muller    |
| 25, 26 | 19.–20. September | England    | Silverstone               | Anthony Reid   | David Leslie   | Rickard Rydell |                |

## Punktestand

### Fahrer
| Pl. | Fahrer         | Punkte |
| --- | -------------- | ------ |
| 1.  | Rickard Rydell | 254    |
| 2.  | Anthony Reid   | 239    |
| 3.  | James Thompson | 203    |
| 4.  | Alain Menu     | 187    |
| 5.  | Jason Plato    | 163    |
| 6.  | David Leslie   | 148    |
| 7.  | Yvan Muller    | 110    |

| Pl. | Fahrer            | Punkte |
| --- | ----------------- | ------ |
| 8.  | John Cleland      | 106    |
| 9.  | Derek Warwick     | 70     |
| 10. | Will Hoy          | 69     |
| 11. | Gianni Morbidelli | 56     |
| 12. | Peter Kox         | 52     |
| 13. | Matt Neal         | 35     |
| 14. | Paul Radisich     | 31     |

| Pl. | Fahrer          | Punkte |
| --- | --------------- | ------ |
| 15. | John Bintcliffe | 23     |
| 16. | Tommy Rustad    | 12     |
| 17. | Tim Harvey      | 10     |
| 18. | Nigel Mansell   | 7      |
|     | Robb Gravett    | 7      |
| 20. | Craig Baird     | 6      |
| 21. | Roger Möen      | 1      |

### Marke
| Pl. | Fahrer   | Punkte |
| --- | -------- | ------ |
| 1.  | Nissan   | 273    |
| 2.  | Volvo    | 245    |
| 3.  | Renault  | 244    |
| 4.  | Honda    | 222    |
| 5.  | Vauxhall | 162    |
| 6.  | Audi     | 150    |
| 7.  | Ford     | 117    |
| 8.  | Peugeot  | 96     |